# Tōken ranbu
Tōken ranbu (jap. 刀剣乱舞) – przeglądarkowa kolekcjonerska gra karciana free-to-play stworzona przez Nitroplus i DMM Games. Została wydana 14 stycznia 2015 roku i dostępna jest tylko w Japonii. Na jej podstawie powstały dwa seriale anime.
Gracz wciela się w rolę mędrca (jap. 審神者 saniwa) (czasami przedstawianego jako miko lub onmyouji), który ma moc wezwania duchów mieczy w postaci ludzkiej w celu walki ze siłami zła, które chcą zmienić przeszłość.

## Odbiór
Tōken ranbu szybko stała się bardzo popularna w Japonii, szczególnie wśród młodych kobiet, a w czerwcu 2015 roku liczyła ponad milion zarejestrowanych graczy. Grze przypisano przyspieszenie japońskiego trendu kulturowego „katana joshi” (jap. カタナ女子) – kobiet zainteresowanych mieczami i pozujących do zdjęć z replikami. Trend ten rozpoczął się kilka lat wcześniej dzięki grom Sengoku Basara, które uczyniły fanki katan wyraźną częścią japońskiej subkultury miłośniczek historii (reki-jo). Popularność Tōken ranbu wpłynęła też na japońską prasę kobiecą, czasopisma publikowały artykuły o sekwencjach ćwiczeń opartych na technikach walki mieczem z gry.

## Adaptacje anime
Na podstawie gry powstały dwa seriale anime. Pierwszy, zatytułowany Tōken ranbu -Hanamaru- (jap. 刀剣乱舞-花丸-), został wyprodukowany przez Doga Kobo i wyreżyserowany przez Takashiego Naoya, był emitowany od 2 października do 18 grudnia 2016 roku. Drugi sezon serialu miał premierę 7 stycznia 2018 roku. Drugi serial, zatytułowany Katsugeki/Tōken ranbu (jap. 活撃／刀剣乱舞), został wyprodukowany przez Ufotable i wyreżyserowany przez Toshiyukiego Shirai, był emitowany od 1 lipca do 23 września 2017 roku.

## Teatr
Tōken ranbu była inspiracją serii przedstawień scenicznych i musicali 2.5D. Zarówno sztuka sceniczna, jak i musical zostały ogłoszone jednocześnie w 2015 roku. Za każdą z nich odpowiadała inna firma, a także miały różną obsadę. Musical: Tōken ranbu został wyprodukowany we współpracy z Nelke Planning, po raz pierwszy pokazano 30 października 2015 roku. Sztuka sceniczna Stage: Tōken ranbu została wyprodukowana przez Marvelous i Dentsu i miała swoją premierę 3 maja 2016 roku.

## Film aktorski
Filmowa adaptacja miała swoją premierę 18 stycznia 2019 roku. Obsada ze Stage: Tōken ranbu ponownie wcieliła się w swoje role. Film był dystrybuowany przez Tōhō i Universal Pictures, reżyserem był Saiji Yakumo, a scenarzystką Yasuko Kobayashi.